# I vespri siciliani
Les vêpres siciliennes, més coneguda amb el títol italià d'I vespri siciliani (Les vespres sicilianes), és un grand opéra en cinc actes amb música de Giuseppe Verdi i llibret en francès de Charles Duveyrier i Eugène Scribe a partir de la seua obra Le Duc d'Albe. S'estrenà en l'Òpera Garnier el 13 de juny de 1855.

## Origen i context
L'òpera es basa en fets històrics que ocorregueren el 1282 i que es coneixen amb el nom de les vespres sicilianes.
Tal com va ocórrer amb Don Carlos, que també fou estrenada amb un llibret en francès, va ser traduïda ràpidament a l'italià i estrenada el 26 de desembre de 1855 al Teatro Regio de Parma. Per a aquesta versió, Verdi hagué d'ajustar-se a la censura canviant el llibret i el títol pel de Giovanna di Guzman. Tot i que l'obra palesa el seu origen francès, és una de les més llargues compostes per Verdi i va ser qualificada com a grand opera. Compta amb una extensa obertura i d'un llarg ballet en l'acte III, segons els cànons imperants a l'època.
Una tercera versió, en italià i completa, va ser estrenada el 4 de febrer de 1856 a La Scala de Milà. Aquesta és potser la més coneguda i enregistrada.

## Sinopsi argumental
- Lloc: Palerm i els seus voltants
- Temps: 1282

### Acte I
Plaça del mercat de Palerm. Sicília es troba sota ocupació francesa, sent Guy de Montfort el governador designat per la potència invasora. La duquessa Elena, germana d'un màrtir per la llibertat de Sicília, s'ha convertit en símbol de la resistència. En eixir de l'església, un soldat l'obliga a cantar i ella tria una cançó siciliana que exalta la llibertat. Arriba Montfort i tots fugen, excepte el jove Arrigo, que acaba d'eixir de la presó, a la qual havia estat condemnat pels francesos i que està enamorat d'Elena, de qui és correspost. Arrigo s'enfronta a Montfort, i aquest, sorprès pel coratge del jove tracta de confraternitzar amb ell, però Arrigo el rebutja amb orgull.

### Acte II
Una vall pròxima a Palerm. El metge Procida torna després d'un llarg exili. S'ha confabulat amb Elena i Arrigo per iniciar una revolta contra els francesos, amb la que a més a més pretenten venjar la mort del germà d'Elena. Però Montfort ordena detenir a Arrigo, qui és portat al seu palau. Això unit a un intent d'uns soldats francesos de raptar les dones assistents a una boda, encén la ira popular, i els conspirador planegen entrar disfressats al palau i assassinar Montfort.

### Acte III

#### Quadre I
Montfort, a través d'una carta de la seua antiga esposa, redactada poc abans de la mort d'aquesta, s'ha assabentat que Arrigo és el seu fill. Així li ho fa saber a Arrigo, però aquest el rebutja, comunicant-li que mai no podrà sentir cap a ell un amor filial.

#### Quadre II
El duc de Montfort dona un esplendorós ball. Procida i Elena s'internen emmascarats amb la intenció d'assassinar Montfort. Arrigo sofreix un conflicte interior: per una banda vol la llibertat del seu poble, per altra tem l'assassinat de son pare. Li comunica a Montfort que corre perill, però aquest decideix no prendre cap precaució i romandre en el saló. En el moment en què Elena intenta apunyalar Montfort, Arrigo s'interposa i salva son pare. Elena i Procida, desconeixedors de la relació entre Montfort i Arrigo, prenen a aquest últim per un traïdor.

### Acte IV
La presó. Elena i Procida han estat arrestats i seran condemnats a mort. Arrigo li explica a Elena el motiu del seu capteniment, i aquesta el perdona. Arrigo comunica a son pare que morirà amb els condemnats llevat que siguen alliberats. Montfort accedeix a alliberar-los sota una condició: Arrigo haurà de reconèixer-lo com a pare; condició que és acceptada per Arrigo. Montfort, com a senyal de bona convivència entre francesos i sicilians proposa el casament d'Elena i Arrigo, però Procida no veu en aquest esdeveniment més que una altra oportunitat d'esvalotar els sicilians per a obtenir la llibertat.

### Acte V
Jardí del palau de Montfort. Arrigo i Elena estan alegres en pensar que el seu casament portarà la pau. Apareix Procida i explica a Elena el seu pla: quan sonen les campanes anunciant la boda, el poble atacarà els francesos. Elena renuncia al casament per tal d'evitar l'enfrontament i la guerra, davant l'estupor d'Arrigo, que no comprèn la traïció d'Elena. Però Montfort l'obliga a casar-se per la força. En sonar les campanes el poble cau sobre Montfort i els francesos.